# Tipula efferox
Tipula efferox är en tvåvingeart som beskrevs av Alexander 1945. Tipula efferox ingår i släktet Tipula och familjen storharkrankar. Inga underarter finns listade i Catalogue of Life.